# Misha Glenny
Michael V. E. Glenny, detto Misha (Londra, 25 aprile 1958), è un giornalista, scrittore e conduttore radiofonico britannico.
Ha compiuto importanti reportage per conto della BBC in Russia durante la fine dell'Unione Sovietica e nei Balcani nel corso del conflitto degli anni novanta. È inoltre un esperto di criminalità organizzata a livello globale e di cybersecurity.

## Biografia
Nato a Kensington, Londra, figlio di Michael Glenny, professore di letteratura russa, si è formato presso il Magdalen College School ad Oxford e ha successivamente studiato all'Università di Bristol e in quella di Praga prima di diventare il corrispondente de The Guardian e poi della BBC per l'Europa Centrale.
Vincitore di numerosi premi, tra cui il Sony Gold Award per il giornalismo radiofonico, è consulente di vari governi di Europa e Stati Uniti su questioni di politica internazionale. Per tre anni ha diretto una ONG impegnata nella ricostruzione di Serbia, Macedonia e Kosovo.
Il suo libro del 2008 McMafia è una straordinaria inchiesta sulla nuova mafia globale, che ha ispirato l'omonima serie televisiva del 2018 prodotta dalla BBC, alla cui produzione lo stesso Glenny ha partecipato.
Nel 2019 Glenny ha presentato un podcast sulla vita di Vladimir Putin, intitolato Putin: Prisoner of Power.
Nel 2022 ha presentato per la BBC una miniserie intitolata The Scramble for Rare Earths, con l'obbiettivo di «scoprire come mai lo scontro per un piccolo gruppo di metalli e le materie prime rare è fondamentale per le crescenti tensioni geopolitiche in tutto il mondo».
Glenny è sposato con la giornalista Kirsty Lang ed ha tre figli, Miljan e Sasha Glenny (avuti dal primo matrimonio), e Callum Lang.

## Pubblicazioni
- The Rebirth Of History: Eastern Europe in the Age of Democracy (1991) ISBN 978-0-14014-394-2
- The Fall of Yugoslavia: The Third Balkan War (1992; revised in 1996) ISBN 978-0-14025-771-7
- The Balkans: Nationalism, War and the Great Powers, 1804–1999 (1999; revised 2012) ISBN 978-1-77089-273-6
- McMafia: A Journey Through the Global Criminal Underworld (2008) ISBN 978-0-09948-125-6
- DarkMarket: Cyberthieves, Cybercops and You (2011) ISBN 978-0307592934
- Nemesis: One Man and the Battle for Rio (2015) ISBN 978-0-09958-465-0